# Зінобіані
Зінобіа́ні груз. ზინობიანი — село в муніципалітеті Кварелі, мхаре Кахеті, Грузія. З 1920-х рр. — одне з основних місць компактного проживання удінів. З кінця 1930-их по 1990-ті рр. називалося Октомбе́рі.

## Історія
Засновано 1922 року православними удінами з міста Варташен (на півночі Азербайджану), які прибули в Грузію в пошуках притулку від утисків, спричинених вірмено-азербайджанським конфліктом 1918-1920-х. Переселенням керував священик Зиновій Силиков (Зиноб Силікашвілі). Перша група переселенців прибула в 1922 і вибрала місце для поселення, в 1924 там поселилися 22 родини. За деяким даними, усього з Варташена переселилося до 600 людей.
| Грузія | Це незавершена стаття з географії Грузії. Ви можете допомогти проєкту, виправивши або дописавши її. |